# Campeonato Mundial de Ciclismo em Estrada de 1980
Os campeonatos do mundo de ciclismo em estrada de 1980 disputaram-se a 30 e 31 de agosto de 1980 em Sallanches, França. Ao ser ano olímpico, todos os eventos olímpicos serviram como campeonatos do mundo, deixando só a corrida profissional de estrada e a prova feminina por se disputar.

## Resultados
| Event                       | Ouro                         | Ouro     | Prata                             | Prata | Bronze                          | Bronze |
| --------------------------- | ---------------------------- | -------- | --------------------------------- | ----- | ------------------------------- | ------ |
| Provas masculinas           |                              |          |                                   |       |                                 |        |
| Homens - corrida em linha   | Bernard Hinault · França     | 7.32'16" | Gianbattista Baronchelli · Itália | 1'1"  | Juan Fernández Martín · Espanha | 4'25"  |
| Provas femininas            |                              |          |                                   |       |                                 |        |
| Mulheres - corrida em linha | Beth Heiden · Estados Unidos | 1.45'15" | Tuulikki Jahre · Suécia           | m.t.  | Mandy Jones · Reino Unido       | m.t.   |